# Mounia Bourguigue
Mounia Bourguigue (sinh ngày 21 tháng 1 năm 1975) là một học viên taekwondo đến từ Maroc. Cô đã tham dự Thế vận hội Mùa hè 2000 ở Sydney, nơi cô xếp hạng 5 và tại Thế vận hội Mùa hè 2004 ở Athens, nơi cô xếp thứ 11. Cô đã giành được huy chương tại Giải vô địch thế giới năm 1997 và năm 2003.